# Filippo de Pisis
Filippo de Pisis - pseudônimo de Luigi Tibertelli - foi um pintor e poeta italiano, ligado a diversos movimentos artísticos modernos, como o fauvismo, a pintura metafísica e o dadaísmo. Nasceu em Ferrara, em 11 de maio de 1896 e faleceu em Monza, em 2 de abril de 1956.
Inicia-se cedo na pintura, produzindo retratos e naturezas-mortas a partir de 1914. Dois anos depois, entra em contato com Giorgio de Chirico, Carlo Carrà e Giorgio Morandi, aderindo à pintura metafísica.
Na década de 20, sob influência de Ardengo Soffici e Corrado Govoni, adere ao futurismo. Ainda nesses anos, escreve como colaborador das revistas La Ronda e Valori Plastici.
Em 1925, muda-se para Paris, ambiente que irá suscitar em sua pintura um diálogo profundo com o fauvismo e, em especial, com a obra de Maurice de Vlaminck. Com a guerra, volta para a Itália, estabelecendo residência em Milão (1943) e Veneza (1948). Nesse interlúdio, publica Poesie, antologia de sua obra poética. A partir daí, enfrenta problemas sucessivos em seu estado de saúde que o interrompem gradualmente sua carreira de pintor.

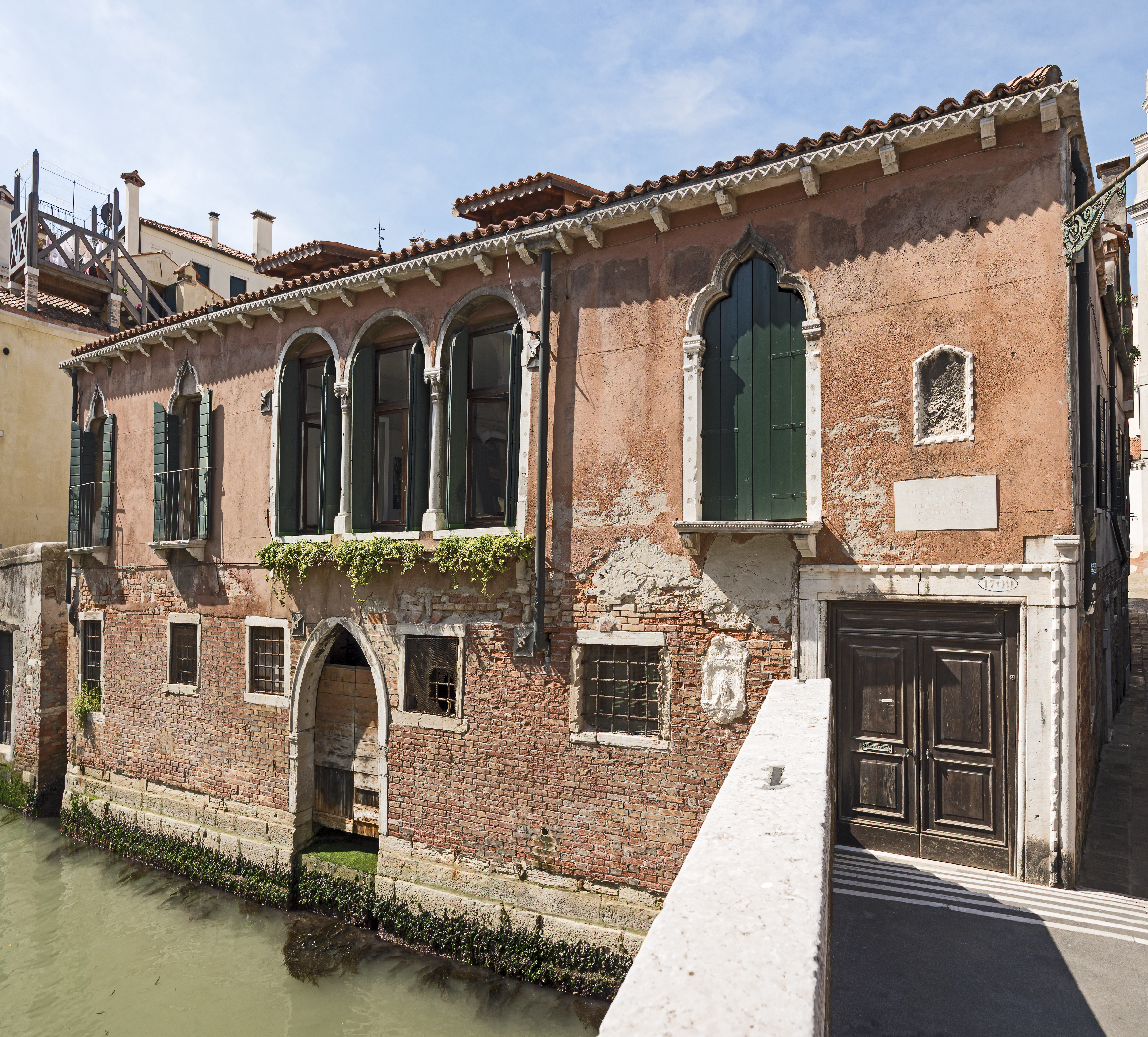
A casa de Filippo De Pisis em Veneza 1943-1949.

Em 1951, participa da I Bienal Internacional de Arte de São Paulo, com onze telas, datadas entre 1932 e 1949.